# Lista odcinków serialu Metalocalypse
To jest lista odcinków serialu animowanego Metalocalypse wyświetlanego na kanale Adult Swim.
1 sezon Metalocalypse był tworzony w Adult Swim Video od 4 sierpnia 2006 do 2 października 2007. Sezon 2 był kręcony od 23 września 2007 do 2 grudnia 2008. Wypuszczonych zostało 38 odcinków (w tym dwa podwójnej długości).
| Sezon | Sezon | Ilość odcinków | Rok produkcji | Data wydania na DVD |
| ----- | ----- | -------------- | ------------- | ------------------- |
|       | 1     | 20             | 2006          | 2 października 2007 |
|       | 2     | 20             | 2007–2008     | 2 grudnia 2008      |

## Sezon pierwszy
| |                                                |     |                      |  |  |
| 1 | The Curse of Dethklok                          | 101 | 4 sierpnia 2006      |  |  |
| Dethklok, w ramach reklamy finansującego ich koncernu, przygotowuje „kawowy” koncert w Norwegii. Jean Pierre-kucharz zespołu dowiaduje się, że wszyscy poprzedni kucharze zginęli okropną śmiercią. Na skutek wypadku Jean Pierre zostaje pocięty wirnikiem śmigłowca, a muzycy muszą samodzielnie przygotować swój posiłek. Ostatecznie zszywają pracownika, co podsuwa Nathan’owi pomysł na piosenkę.... W odcinku gościnnie występują James Hetfield i Kirk Hammett z zespołu Metallica. |                                                |     |                      |  |  |
| |                                                |     |                      |  |  |
| 2 | Dethwater                                      | 102 | 13 sierpnia 2006     |  |  |
| Zespół (po raz kolejny) próbuje nagrać płytę. Postanawiają zrobić to w Rowie Mariańskim. W tym celu wyruszają tam radzieckim okrętem podwodnym razem z producentem. Ten jednak jest szantażem zmuszony do współpracy z trybunałem.... |                                                |     |                      |  |  |
| |                                                |     |                      |  |  |
| 3 | Birthdayface                                   | 103 | 20 sierpnia 2006     |  |  |
| Nadchodzi znienawidzony dzień urodzin Williama Murderface’a. Zespół próbuje urządzić mu urodziny z których będzie zadowolony, ale okazuje się to trudnym zadaniem... W odcinku gościnnie występują James Hetfield i Kirk Hammett z zespołu Metallica. |                                                |     |                      |  |  |
| |                                                |     |                      |  |  |
| 4 | Dethtroll                                      | 104 | 27 sierpnia 2006     |  |  |
| Zespół jest na trasie koncertowej w Espoo w Finlandii. W czasie drogi dostają „Dethphony” które towarzyszą im do końca 2 serii. Grając dla finów piosenkę, z tekstem z księgi nekromancji, przypadkowo przyzywają trolla. Kiedy staje się oczywiste, że troll musi zostać odesłany, muszą znaleźć sposób na grę bez prądu... |                                                |     |                      |  |  |
| |                                                |     |                      |  |  |
| 5 | Dethcomedy                                     | 105 | 22 października 2006 |  |  |
| Zespół zaczyna być skarżony przez osoby które odniosły obrażenia słuchając nowej płyty. Nathan, a potem reszta zespołu postanawiają spróbować sił w komedii... W odcinku gościnnie występuje King Diamond. |                                                |     |                      |  |  |
| |                                                |     |                      |  |  |
| 6 | Dethfam                                        | 106 | 10 września 2006     |  |  |
| W czasie jednego z wywiadów dochodzi do spotkania zespołu z ich rodzinami. To zdarzenie wywraca życie w Mordhaus do góry nogami..... |                                                |     |                      |  |  |
| |                                                |     |                      |  |  |
| 7 | Performance Klok                               | 107 | 17 września 2006     |  |  |
| W czasie kłótni na scenie dochodzi do walki między członkami zespołu. Fani poszczególnych muzyków również zaczynają walczyć między sobą... Ofdensen próbując załagodzić sytuacje wprowadza do zespołu terapeutę.... |                                                |     |                      |  |  |
| |                                                |     |                      |  |  |
| 8 | Snakes ‘n’ Barrels                             | 108 | 24 września 2006     |  |  |
| Bohaterowie odkrywają, że Picles był kiedyś w innym sławnym zespole i zaczynają czuć się zagrożeni... Picles zaprzecza temu, ale gdy dostaje propozycje reaktywacji zespołu natychmiast się zgadza. |                                                |     |                      |  |  |
| |                                                |     |                      |  |  |
| 9 | Mordland                                       | 109 | 1 października 2006  |  |  |
| Przychodzi „Dzień fanów” i Mordhaus zostaje otwarty dla gości. Dethklok nagrywa ponadto jedną ekskluzywną piosenkę. Przebywający na pokazie właściciele największe w sieci strony internetowej o Dethklok nagrywają ją i żądają pieniędzy za jej zwrot. |                                                |     |                      |  |  |
| |                                                |     |                      |  |  |
| 10 | Fatklok                                        | 110 | 8 października 2006  |  |  |
| Z powodu zbliżającego się końca roku podatkowego, Dethklok łoży duże sumy na działania charytatywne (w celu odliczenia ich od podatku). Przez przypadek adoptują też dziecko które sprawia im mnóstwo kłopotów. Zespół otwiera też „Park dla niegrzecznych kociaków” na złożu odpadów nuklearnych. |                                                |     |                      |  |  |
| |                                                |     |                      |  |  |
| 11 | Skwisklok                                      | 111 | 15 października 2006 |  |  |
| Nathan, Murderface, Toki i Pickles biorą udział w reklamach co denerwuje Skwisgaar’a. Postanawia on zacząć występować w telewizji... |                                                |     |                      |  |  |
| |                                                |     |                      |  |  |
| 12 | Murdering Outside the Box                      | 112 | 22 października 2006 |  |  |
| Korporacja Dethklok przyjmuje nowych pracowników i jednocześnie prowadzi program motywacyjny dla starych. Ofdensen (menedżer zespołu) odkrywa malwersanta, a trybunał, korzystając z zamieszania wysyła do Mordhaus’u agenta, który dostaje od Gen. Crozier’a rozkaz zabicia zespołu.... W odcinku gościnnie występuje King Diamond. |                                                |     |                      |  |  |
| |                                                |     |                      |  |  |
| 13 | Go Forth and Die                               | 113 | 29 października 2006 |  |  |
| Nathan’a dręczą koszmary związane z oblaniem przez niego matury (właściwie „ACT test”), a on sam jest proszony o wygłoszenie przemowy na Harvardzie. |                                                |     |                      |  |  |
| |                                                |     |                      |  |  |
| 14 | Bluesklok                                      | 114 | 5 listopada 2006     |  |  |
| Zespół wpada w grupową depresje. Zgłasza się do nich Bluesman proponując im pomoc. |                                                |     |                      |  |  |
| |                                                |     |                      |  |  |
| 15 | Dethkids                                       | 115 | 12 listopada 2006    |  |  |
| Toki który staje się ofiarą żartów ze strony dzieci postanawia odmienić swój image. Powoduje to chaos w Mordhaus, a reszta zespołu chce temu zaradzić... |                                                |     |                      |  |  |
| |                                                |     |                      |  |  |
| 16 | Religionklok                                   | 116 | 19 listopada 2006    |  |  |
| Po nocy w barze, pijany Nathan powoduje wypadek drogowy w którym prawie ginie Murderface. Perspektywa śmierci sprawia, że stara się on nawrócić... Nathan który czuje się winny postanawia mu pomóc. W tym samym czasie Gen. Crozier i Kardynał Ravenwood zawiązują sekretny sojusz... |                                                |     |                      |  |  |
| |                                                |     |                      |  |  |
| 17 | Dethclowon                                     | 117 | 26 listopada 2006    |  |  |
| Toki zaprzyjaźnia się z Dr. Rockzo Rock’n’Rollowym clownem. Reszta zespołu nie jest z tego zadowolona. Trybunał werbuje go jako szpiega... |                                                |     |                      |  |  |
| |                                                |     |                      |  |  |
| 18 | Girlfriendklok                                 | 118 | 3 grudnia 2006       |  |  |
| Nathan znajduje sobie dziewczynę o imieniu Rebecca. Jest ona modelką i tenisistką, ale nie pozwala Nathanowi iść na United States Pornography Awards, gdzie zespół został zaproszony. Zespół może iść tylko w całości, więc starają się przekonać go, do zerwania z Rebeccą. |                                                |     |                      |  |  |
| |                                                |     |                      |  |  |
| 19 | Dethstars                                      | 119 | 10 grudnia 2006      |  |  |
| Powstaje film którego główną zaletą, jest Dethklok w rolach głównych. |                                                |     |                      |  |  |
| |                                                |     |                      |  |  |
| 20 | The Metalocalypse Has Begun" aka "It has Begun | 120 | 17 grudnia 2006      |  |  |
| Dethklok jest zasypywany groźbami i prośbami o zagranie na żywo swojej najnowszej płyty. Z powodu domniemanego zagrożenia zostaje wzmocniona ochrona. Gen. Crozier odnajduje brata agenta zabitego w odcinku „Murdering Outside the Box” i werbuje go do planowanej akcji. Zamierza zaatakować zespół na koncercie razem z wojskiem, gwardią Kardynała Ravenwood’a i nowym sojusznikiem zwanym „Metal Masked Assassin”.                                                                     |                                                |     |                      |  |  |
| |                                                |     |                      |  |  |